# Nuno Vasques de Bragança
Nuno Vasques de Bragança (1190 – antes de 1258) foi um nobre português da era medieval. Era filho de Vasco Pires de Bragança e Sancha Pires de Baião.
Infelizmente, pouco se sabe da vida de Nuno: encontra-se documentado apenas nas Inquirições Gerais de 1258, onde são discriminados alguns dos seus bens: possuía um terço do padroado e da vila de Guide, e metade da vila de Paranhos. Estes, à data da Inquirição, estavam já na posse dos seus filhos, pelo que terá falecido muito provavelmente antes de aquelas terem ocorrido.

## Matrimónio e descendência
Nuno desposou, em data indeterminada, Urraca Pires da Nóvoa, de quem teve:
- Gonçalo Nunes de Bragança,[3] último membro da família a utilizar o apelido, não deixou descendência legítima;
- Urraca Nunes II de Bragança,[3] casada com Fernão Rodrigues Cabeça de Vaca.